# Hans Leinberger

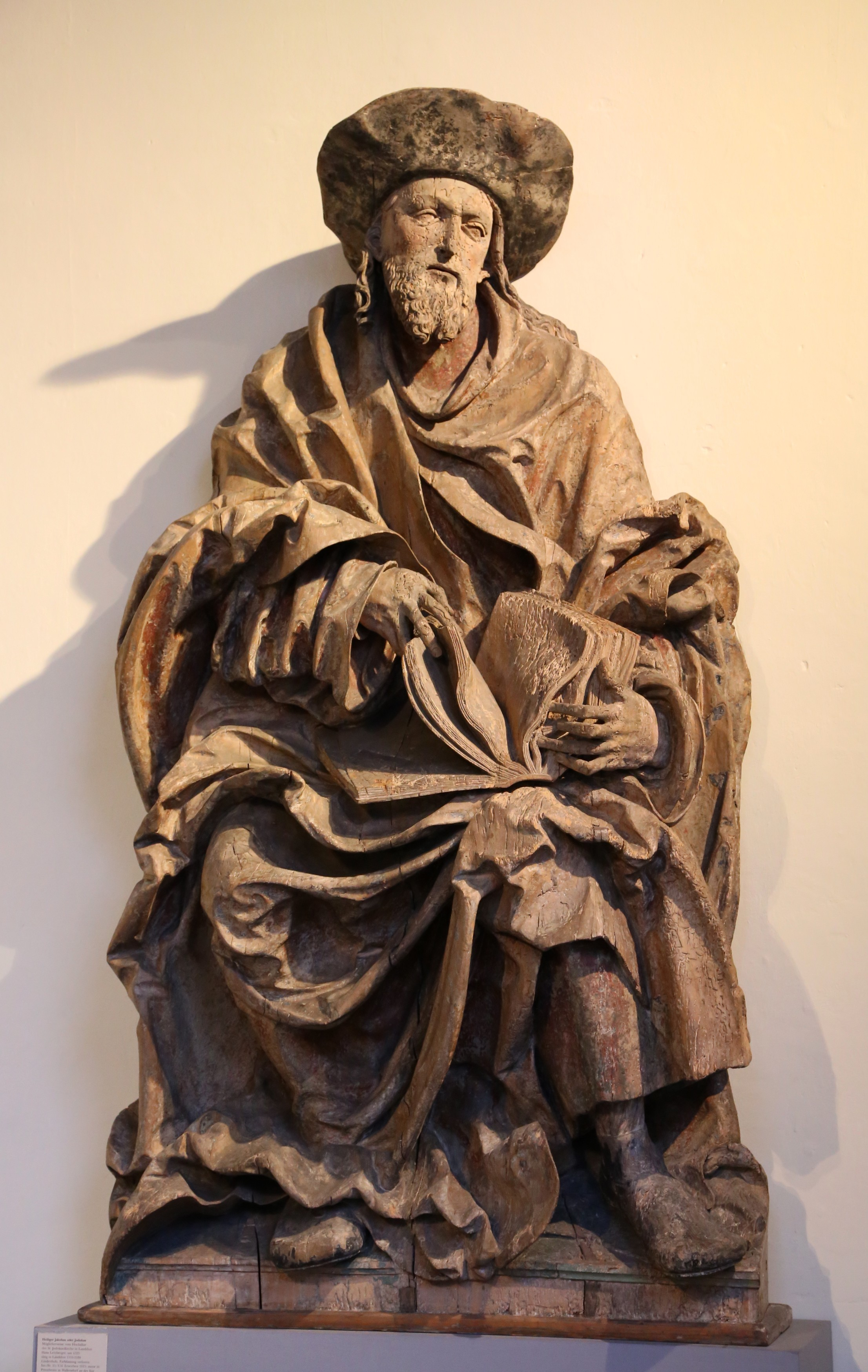
San Judoc (1525)

Hans Leinberger (1480-1531) fue un escultor bávaro, que vivió en la actual Alemania. Fue uno de los más grandes de su época. Trabajo en madera, piedra y metal; se caracteriza por un lenguaje suave y poderoso.